# William Verner
Frank Franklyn Verner (Comtat de Grundy, Illinois, 24 de juny de 1883 - Pinckney, Michigan, 1 de juliol de 1966) va ser un migfondista estatunidenc de primers del segle xx.
El 1904 va participar en els Jocs Olímpics de Saint Louis, en què guanyà dues medalles de plata en els 1500 metres, amb un temps de 4' 06,8" per darrere de James Lightbody; i formant part de l'equip mixt de l'US Chicago, junt a Jim Lightbody, Albert Coray, Lacey Hearn i Sidney Hatch, en la cursa de les 4 milles per equips.
També participa en els 2590 metres obstacles, en què acabà quart, i en els 800 metres, en què acabà sisè.

## Millors marques
- 880 iardes. 2' 01,2", el 1905
- 1500 metres. 4' 06,8", el 1904[1]